# Ty rudá krávo
Ty rudá krávo bylo v letech 1991–1992 nepravidelně vycházející antikomunistické periodikum. Podnázvy novin v záhlaví byly: „Komunista zůstane komunistou i kdyby trakaře padaly (sic)“ a „Necenzurované noviny“. Pod názvem Ty rudá krávo vyšlo v roce 1991 devět čísel. Náklad těchto samizdatových novin byl kolem osmi tisíc kusů, jednalo se o xeroxové kopie formátu A4, které byly rozšiřovány prostřednictvím soukromé distribuční sítě. Vydavatelem byl kolektiv šéfredaktorů ve spolupráci s Hnutím za občanskou svobodu. Druhé číslo ročníku 1992 neslo název „Rudé krávo“ s podtitulem „Necenzurované noviny“. Necenzurované noviny jsou spojeny se jménem Petra Cibulky.
Ve stejnojmenné písni Svatopluk Karásek poukazuje na nepřesnosti zde zveřejněných jmen agentů StB.